# Nati nel 1932/Giugno
| Questa pagina contiene informazioni ricavate automaticamente dalle voci biografiche con l'ausilio del template Bio e di un bot. L'aggiornamento è periodico e automatico e ricostruisce completamente la pagina. Se manca una persona in questa lista, sei pregato di non aggiungerla, ma accertati piuttosto che la sua voce biografica contenga il template Bio e che i dati anagrafici siano correttamente compilati. Se il template Bio manca, inseriscilo tu stesso o, in alternativa, metti l'avviso {{tmp\|Bio}} che ne segnala la mancanza. Se i dati riportati sono sbagliati, correggi direttamente la voce biografica; le modifiche saranno visibili in questa lista entro pochi giorni. Per chiarimenti vedi il progetto biografie. La lista contiene solo le 168 persone che sono citate nell'enciclopedia e per le quali è stato implementato correttamente il template Bio. Pagina aggiornata al 2 lug 2025. |

- 1º giugno - Piera Arico, attrice italiana
- 1º giugno - Enrico Arienti, calciatore italiano († 1975)
- 1º giugno - James Janssen van Raay, politico olandese († 2010)
- 1º giugno - Christopher Lasch, storico e sociologo statunitense († 1994)
- 1º giugno - Maria Grazia Marchelli, sciatrice alpina e giornalista italiana († 2006)
- 1º giugno - Antonio Tancredi, politico italiano († 2012)
- 2 giugno - Frederick Dale Bruner, biblista e teologo statunitense
- 2 giugno - Bruno S., attore, pittore e musicista tedesco († 2010)
- 2 giugno - Gennaro Capuozzo, partigiano italiano († 1943)
- 2 giugno - Brian Clark, drammaturgo e sceneggiatore britannico († 2021)
- 3 giugno - Sandro Gamba, ex cestista e allenatore di pallacanestro italiano
- 3 giugno - Luigi Narduzzi, schermidore italiano († 1970)
- 3 giugno - Paolo Narduzzi, ex schermidore italiano
- 3 giugno - Lajos Tóth, cestista e allenatore di pallacanestro ungherese († 1995)
- 4 giugno - John Drew Barrymore, attore statunitense († 2004)
- 4 giugno - Doris Betts, scrittrice statunitense († 2012)
- 4 giugno - Donald Harper, tuffatore e ginnasta statunitense († 2017)
- 4 giugno - Ignazio Moncada, artista e ceramista italiano († 2012)
- 4 giugno - Oliver Nelson, sassofonista, clarinettista e compositore statunitense († 1975)
- 4 giugno - Anil Nerode, matematico statunitense
- 5 giugno - Christy Brown, scrittore, pittore e poeta irlandese († 1981)
- 5 giugno - Giovanni Calegari, calciatore e allenatore di calcio italiano († 2004)
- 5 giugno - Mittéï, scrittore e illustratore belga († 2001)
- 5 giugno - Stanoje Jocić, ex calciatore jugoslavo
- 5 giugno - Pete Jolly, pianista, fisarmonicista e compositore statunitense († 2004)
- 5 giugno - Gaston Mercier, canottiere francese († 1974)
- 5 giugno - Robert Maxwell Ogilvie, storico scozzese († 1981)
- 5 giugno - Nikolaj Ordnung, cestista e allenatore di pallacanestro cecoslovacco († 2003)
- 5 giugno - Juan Carlos Tacchi, calciatore argentino († 2007)
- 5 giugno - Khalil Taha, lottatore libanese († 2020)
- 6 giugno - Jan Adriaensens, ciclista su strada belga († 2018)
- 6 giugno - B.H. Born, cestista statunitense († 2013)
- 6 giugno - Adriano Gransinigh, generale e storico italiano († 2006)
- 6 giugno - Julia O'Faolain, scrittrice irlandese († 2020)
- 6 giugno - Derek Rencher, ballerino britannico († 2014)
- 6 giugno - Cosmo Francesco Ruppi, arcivescovo cattolico italiano († 2011)
- 6 giugno - David Scott, astronauta statunitense
- 6 giugno - Billie Whitelaw, attrice britannica († 2014)
- 7 giugno - Tina Brooks, sassofonista e compositore statunitense († 1974)
- 7 giugno - Ryszard Olszewski, cestista polacco († 2020)
- 7 giugno - Lajos Szentgáli, mezzofondista ungherese († 2005)
- 8 giugno - Maurice Barrier, attore francese († 2020)
- 9 giugno - Alfredo Genovesio, calciatore italiano († 2022)
- 9 giugno - Maurizio Lucidi, regista, montatore e sceneggiatore italiano († 2005)
- 9 giugno - Giancarlo Magnavacca, ex calciatore italiano
- 9 giugno - Marcello Torre, avvocato e politico italiano († 1980)
- 9 giugno - Lorenzo Ventavoli, saggista, critico cinematografico e storico del cinema italiano
- 9 giugno - Italo Zannier, storico dell'arte italiano
- 10 giugno - Hedley Bull, politologo australiano († 1985)
- 10 giugno - Marc Fumaroli, storico della letteratura francese († 2020)
- 10 giugno - Philipp Jenninger, politico tedesco († 2018)
- 10 giugno - J. Bennett Johnston, politico statunitense († 2025)
- 10 giugno - Branko Lustig, produttore cinematografico croato († 2019)
- 10 giugno - Gardner McKay, attore statunitense († 2001)
- 10 giugno - Catherine Rich, attrice francese († 2021)
- 11 giugno - Gerd Andersson, attrice svedese
- 11 giugno - Ed Bishop, attore statunitense († 2005)
- 11 giugno - Thomas Butler, bobbista statunitense († 2019)
- 11 giugno - Giuseppe Carratelli, avvocato e politico italiano († 2021)
- 11 giugno - Athol Fugard, drammaturgo, scrittore e attore sudafricano († 2025)
- 12 giugno - Mara Berni, attrice italiana
- 12 giugno - Eugenio De Zordo, bobbista italiano († 2015)
- 12 giugno - Ervin László, filosofo e pianista ungherese
- 12 giugno - Emil Niculescu, cestista rumeno († 2014)
- 12 giugno - Padmini, attrice indiana († 2006)
- 12 giugno - Vladimir Savov, sollevatore bulgaro
- 12 giugno - Mamo Wolde, maratoneta e mezzofondista etiope († 2002)
- 12 giugno - Donatella Ziliotto, scrittrice, curatrice editoriale e traduttrice italiana
- 13 giugno - Charles Misner, fisico statunitense († 2023)
- 13 giugno - Oreco, calciatore brasiliano († 1985)
- 13 giugno - Anne Shilcock, tennista britannica († 2019)
- 14 giugno - Kaj Andersen, calciatore danese († 1995)
- 14 giugno - Mario Andrione, politico italiano († 2017)
- 14 giugno - Joe Arpaio, politico statunitense
- 14 giugno - Idrio Bui, ciclista su strada italiano († 2022)
- 14 giugno - Javier Echevarría Rodríguez, vescovo cattolico spagnolo († 2016)
- 14 giugno - Erkki Penttilä, lottatore finlandese († 2005)
- 14 giugno - Henri Schwery, cardinale e vescovo cattolico svizzero († 2021)
- 14 giugno - Anita Todesco, attrice italiana († 2015)
- 15 giugno - Hrvoje Bartolović, compositore di scacchi croato († 2005)
- 15 giugno - Mario Cuomo, avvocato e politico statunitense († 2015)
- 15 giugno - Asnoldo Devonish, triplista e lunghista venezuelano († 1997)
- 15 giugno - Cheung Kin Man, ex nuotatore hongkonghese
- 16 giugno - Gino Ingrosso, paroliere e compositore italiano († 2010)
- 16 giugno - Armelino Milani, politico italiano († 1994)
- 16 giugno - Antonio Moretti, regista italiano († 2020)
- 16 giugno - Alla Evgen'evna Osipenko, ballerina sovietica († 2025)
- 16 giugno - Carol Ann Peters, danzatrice su ghiaccio statunitense († 2022)
- 16 giugno - Mario Prato di Pamparato, generale italiano († 2021)
- 16 giugno - Maria Teresa Ruta, annunciatrice televisiva e conduttrice televisiva italiana
- 16 giugno - Antonio Sbordone, tuffatore italiano († 2000)
- 17 giugno - Edward Frederick Anderson, botanico statunitense († 2001)
- 17 giugno - Aleksandr Askol'dov, regista e sceneggiatore russo († 2018)
- 17 giugno - Enrico Benzing, giornalista e ingegnere italiano
- 17 giugno - Giuseppe Borrè, magistrato italiano († 1997)
- 17 giugno - Sabin Bălaşa, pittore, scrittore e regista romeno († 2008)
- 17 giugno - Derek Ibbotson, mezzofondista britannico († 2017)
- 17 giugno - Walter Kollmann, calciatore austriaco († 2017)
- 17 giugno - Peter Lupus, attore e culturista statunitense
- 17 giugno - John Murtha, politico statunitense († 2010)
- 17 giugno - Jean Ricardou, scrittore e critico letterario francese († 2016)
- 18 giugno - Marcello De Martino, direttore d'orchestra, compositore e arrangiatore italiano († 1983)
- 18 giugno - Giovanni Evangelisti, editore italiano († 2008)
- 18 giugno - Dudley Herschbach, chimico statunitense
- 18 giugno - Geoffrey Hill, poeta britannico († 2016)
- 18 giugno - Armando Santiago, compositore e direttore d'orchestra portoghese
- 18 giugno - Sérgio Ricardo, cantante, compositore e regista brasiliano († 2020)
- 18 giugno - Stan Vickers, marciatore britannico († 2013)
- 19 giugno - Ugo Grippo, politico e ingegnere italiano († 2017)
- 19 giugno - Anna Maria Pierangeli, attrice italiana († 1971)
- 19 giugno - Marisa Pavan, attrice italiana († 2023)
- 19 giugno - Zózimo, calciatore brasiliano († 1977)
- 20 giugno - Erich Haase, calciatore tedesco orientale († 2020)
- 20 giugno - Bob Jeangerard, cestista statunitense († 2014)
- 20 giugno - Robert Roždestvenskij, poeta russo († 1994)
- 21 giugno - Eloisa Cianni, attrice e modella italiana († 2022)
- 21 giugno - Antti Hyvärinen, saltatore con gli sci finlandese († 2009)
- 21 giugno - Izol'da Vasil'evna Izvickaja, attrice sovietica († 1971)
- 21 giugno - Cesare Rimini, avvocato, giornalista e scrittore italiano († 2023)
- 21 giugno - Lalo Schifrin, compositore, arrangiatore e pianista argentino († 2025)
- 22 giugno - Salvador Farfán, calciatore messicano († 2023)
- 22 giugno - Amrish Puri, attore indiano († 2005)
- 22 giugno - Prunella Scales, attrice britannica
- 22 giugno - Soraya Esfandiary Bakhtiari, regina e socialite iraniana († 2001)
- 22 giugno - Giancarlo Tognoni, incisore, pittore e scultore italiano († 2020)
- 24 giugno - Hristo Dončev, ex cestista bulgaro
- 24 giugno - George Gruntz, tastierista e compositore svizzero († 2013)
- 24 giugno - Margit Korondi, ginnasta ungherese († 2022)
- 24 giugno - Scott Marlowe, attore statunitense († 2001)
- 24 giugno - David McTaggart, ambientalista canadese († 2001)
- 24 giugno - Michail Ogon'kov, calciatore sovietico († 1979)
- 24 giugno - Michael Tuchner, regista tedesco († 2017)
- 25 giugno - Peter Blake, artista inglese
- 25 giugno - Régis Boyer, storico delle religioni e linguista francese († 2017)
- 25 giugno - Gaetano Gifuni, funzionario e politico italiano († 2018)
- 25 giugno - Tim Parnell, pilota automobilistico britannico († 2017)
- 25 giugno - Alberto Izzo, architetto italiano († 2019)
- 25 giugno - Thérèse Marfaing, cestista francese († 2024)
- 25 giugno - Julian Robertson, imprenditore statunitense († 2022)
- 25 giugno - Erich Schöppner, pugile tedesco († 2005)
- 25 giugno - George Sluizer, regista olandese († 2014)
- 25 giugno - Giovanni Bruno Vicario, psicologo e scrittore italiano († 2020)
- 26 giugno - Valerie Gaunt, attrice britannica († 2016)
- 26 giugno - Nico Habermann, informatico e matematico olandese († 1993)
- 26 giugno - Marguerite Pindling, politica bahamense
- 26 giugno - Jacqueline Rayet, ex ballerina francese
- 26 giugno - Neri Sacchiero, ex calciatore italiano
- 26 giugno - Luis Salvadores, cestista cileno († 2014)
- 26 giugno - Gianpiero Taverna, direttore d'orchestra e compositore italiano († 2021)
- 26 giugno - Don Valentine, imprenditore statunitense († 2019)
- 26 giugno - Guido Zangari, giurista italiano († 2008)
- 27 giugno - Marguerite Empey, attrice e modella statunitense († 2008)
- 27 giugno - Anna Moffo, soprano e attrice statunitense († 2006)
- 27 giugno - Bohuslav Ondráček, produttore discografico e musicista cecoslovacco († 1998)
- 27 giugno - Władysław Pawlak, cestista e allenatore di pallacanestro polacco († 1999)
- 27 giugno - Henri Rey, cestista francese († 2016)
- 28 giugno - Guido Galli, magistrato italiano († 1980)
- 28 giugno - Pat Morita, attore, comico e cabarettista statunitense († 2005)
- 29 giugno - Jean Bayless, attrice teatrale e cantante britannica († 2021)
- 29 giugno - Cees Groot, calciatore olandese († 1988)
- 29 giugno - Philip Hobsbaum, poeta, critico letterario e insegnante britannico († 2005)
- 29 giugno - Soon-tek Oh, attore sudcoreano († 2018)
- 29 giugno - James Patterson, attore statunitense († 1972)
- 29 giugno - Alberto Tridente, politico e sindacalista italiano († 2012)
- 30 giugno - Mongo Beti, scrittore camerunese († 2001)
- 30 giugno - Mabel Balocco, cestista argentina († 2019)
- 30 giugno - Ferenc Machos, calciatore ungherese († 2006)
- 30 giugno - Kujtim Spahivogli, attore, drammaturgo e regista albanese († 1987)